# Nederlandse Pencak Silat Federatie
De Nederlandse Pencak Silat Federatie (NPSF) is opgericht op 2 augustus 2015 en is de nationale Pencak Silat organisatie van Nederland met erkenning door de IPSF (de internationale Pencak Silat federatie).
De NPSF organiseert en ondersteunt competities nationaal en internationaal en verzorgt opleidingen voor coaches, leraren en scheidsrechters. De missie van de NPSF is: Pencak Silat als sport, culturele en martiale kunstvorm een prominente plaats laten innemen binnen krijgskunsten in Nederland.
Daarnaast houdt ze zich bezig met het creëren van een platform ter ondersteuning voor zowel de culturele als sportieve ontwikkeling van Pencak Silat, rekening houdend met waardes en principes binnen haar verschijningsvormen.